# BSt Bauart 1928
Als Bauart 1928 führte die Berliner Straßenbahn-Betriebs-GmbH (ab 1929: BVG) zwei Serien von insgesamt 50 Straßenbahn-Beiwagen mit Mitteleinstieg. Die Fahrzeuge wurden zwischen 1928 und 1930 gefertigt und waren bis 1967 beziehungsweise 1968 bei den Berliner Verkehrsbetrieben im Einsatz. Es sind keine Fahrzeuge erhalten.

## Geschichte

Bw 896^{II} (BM 38/37) der BVG (West) in der Grüntaler Straße, 1963

Bw 866^{II} (BM 28/35) der BVG (West) mit heruntergezogener Schürze in der Grüntaler Straße, 1963

Ab 1926 ging die Berliner Straßenbahn dazu über, vermehrt Fahrzeuge mit Mitteleinstieg zu beschaffen. Sie erhoffte sich, durch den zentralen Einstieg und die große Mittelplattform den Schaffnern einen besseren Überblick durch die Wagen zu verschaffen. Nach einer ersten Serie von 50 vierachsigen Beiwagen (Bauart 1926, ab 1934: BDM 26) wurden ab 1928 weitere 50 Beiwagen bei Linke-Hofmann-Busch (20 Wagen) und Christoph & Unmack (30 Wagen) bestellt. Die Wagen waren mit Losradsätzen ausgestattet. Die jeweils 340 Millimeter langen Achsen waren an den Enden von kräftigen Pendelrollenlagern gefasst und die jeweils gegenüber Lagergehäuse durch einen Stahlgussrahmen miteinander verbunden. Dieser hing an seitlich angegossene Lappen der Achslager und war mit Tragbolzen an ihnen befestigt. An den Enden des Rahmens in Richtung der Mittelebene der Laufradfläche waren halbe Blattfedern befestigt, auf denen der Wagenkasten ruhte. Zusätzlich waren drei Schraubenfedern und Gummipuffer zwischengeschaltet, zur Reduzierung von kurzen Schwingungen und Geräuschen. Zur Einhaltung des Spurmaßes waren die gegenüber liegenden Räder mit je zwei U-Schienen als Spurhalter verbunden. Zwischen diesen war eine Reibungspufferung zur Aufnahme seitlicher Stöße eingebaut. Gebremst wurden die Wagen mittels an den Rollenlagergehäusen befestigten Kniehebelbremsen. Diese befanden sich unter den Sitzbänken und waren damit vom Wageninnenraum aus zugängig. Die Bremse konnte über den Handbremshebel, elektrisch über die Kernbremse und selbsttätig über die Federbremse ausgelöst werden.
Durch die für die damalige Zeit niedrige Einstiegshöhe von 400 Millimetern und der zu den Wagenenden ansteigenden Form erhielten sie bei der Bevölkerung den Beinamen „U-Boot“. Der Wagenboden lag im Einstiegsbereich 380 Millimeter über Schienenoberkante und stieg bei einer dreiprozentigen Neigung um 70 Millimeter zu den Wagenenden hin an, da die Kupplungshöhe nicht vermindert werden durfte. Da die Wagenräder weit in den Fahrgastraum hineinragten, wurden Längsbänke eingebaut, die Aufteilung war daher ähnlich mit den vierachsigen Beiwagen der Bauart 1926.
Der Bei den von C&U gefertigten Wagen waren die Schürzen seitlich heruntergezogen, während sie bei den LHB-Wagen dem Wagenfußboden folgten. Demgegenüber waren die LHB-Wagen mit Lüftungsklappen über den Fenstern ausgestattet. 1935 beziehungsweise 1937 wurden die Losräder durch konventionelle Achsen ausgetauscht. Gemäß dem BVG-Typenschlüssel von 1934 erhielten sie nach dem Umbau die Bezeichnung BM 28/35 beziehungsweise BM 28/37.
Während des Zweiten Weltkrieges wurden die Wagen für den Stadtgüterverkehr herangezogen. Insgesamt acht Wagen musste die BVG nach Schaden ausmustern. Bei der Verwaltungstrennung der BVG am 1. August 1949 verblieben neun Beiwagen bei der BVG-Ost und die übrigen 33 Beiwagen bei der BVG-West. Die in West-Berlin eingesetzten Fahrzeuge waren bis etwa 1966 im Fahrgastverkehr anzutreffen und wurden danach ausgemustert. Die in Ost-Berlin verbliebenen Wagen wurden 1968 in das Reko-Programm einbezogen und offiziell als Spenderfahrzeuge für Beiwagen des Typs BE 59/4 geführt.